# شازاد لطیف
شازاد لطیف (انگلیسی: Shazad Latif؛ زادهٔ ۸ ژوئیهٔ ۱۹۸۸) با نام اصلی اقبال امین بازیگر اهل بریتانیا است که تباری پاکستانی-اسکاتلندی دارد. وی از سال ۲۰۰۹ میلادی تاکنون مشغول فعالیت بوده‌است.
از فیلم‌ها یا برنامه‌های تلویزیونی که وی در آن نقش داشته‌است، می‌توان به بلور تاریک: دوران مقاومت، داستان عامه‌پسند، آینه سیاه، مأموران مخفی، دومین هتل فوق‌العاده شگفت‌انگیز ماریگولد، مردی که بی‌نهایت را می‌دانست، مسافر همیشگی، چه ربطی به عشق دارد؟، مأمور یاغی و زاغی اشاره کرد.